# Грицко, Петер
Петер Грицко (словац. Peter Hricko; 25 июля 1981, Маргецаны, Чехословакия) — словацкий футболист, защитник.

## Биография
Первый тренер Петера его отец. Профессиональную карьеру начал в клубе «Татран» в 17 лет. После играл за клубы «Мартин» и «Гуменне». Летом 2002 года перешёл в клуб «Матадор» из Пухова. Вместе с командой выиграл Кубок Словакии 2002/03 в финале клуб обыграл братиславский «Слован» (2:1). После клуб участвовал в квалификации Кубка УЕФА против испанской «Барселоны», первый матч дома «Матадор» свёл к ничьей (1:1), но второй матч «Матадор» проиграл с разгромным счётом (8:0). В 2006 году выступал за норвежский «Сарпсборг». После вернулся на родину в клуб «Гуменне». Летом 2008 года перешёл в бытомскую «Полонию». В Экстраклассе дебютировал 9 августа 2008 года в выездном матче против краковской «Вислы» (1:0).

## Достижения
- Обладатель Кубка Словакии (1): 2002/03